# Gábor Egressy (Fußballspieler)

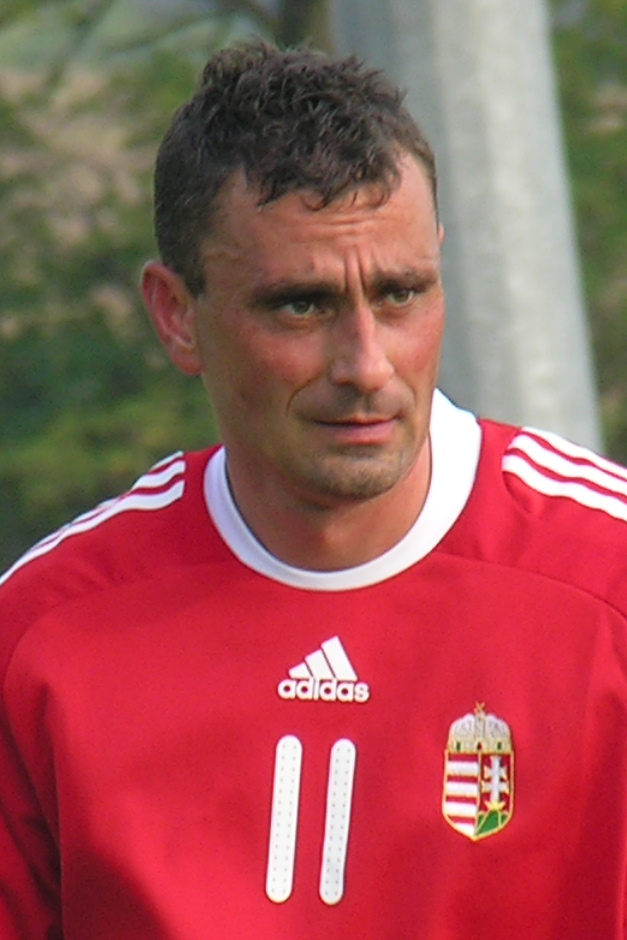
2011

Gábor Egressy [ˈgaːbor ˈɛgrɛʃi] (* 11. Februar 1974 in Budapest) ist ein ungarischer Fußballspieler.

## Karriere
Egressy begann seine Karriere bei Újpest Budapest, einem Club in der ungarischen Hauptstadt. Sein nächster Verein war Budapest VSC. Der Stürmer wechselte dann zu MTK Budapest. Egressys nächste zwei ungarischen Vereine waren Zalaegerszegi TE FC und FC Diósgyőr. Der Linksfuß wechselte dann 2005/2006 zum ersten Mal ins Ausland zu VfB Admira Wacker Mödling. Nach einem Kurzgastspiel beim SC Ritzing landete Gabor Egressy beim fünftklassigen 1. Wiener Neustädter SC.
Egressy spielte bisher 21-mal im ungarischen Nationalteam.